# Syfy Universal (Benelux)
Syfy Universal (voorheen bekend als Sci Fi Channel) was een digitaal satelliet/kabeltelevisiekanaal dat in 2007 gelanceerd werd in Nederland en België. Syfy was enkel via digitale televisie te ontvangen. In Nederland sinds 2008 via UPC en CAIW en sinds april 2009 ook via Ziggo, in België via Proximus TV, Telenet Digital TV en sinds 15 september 2010 via TV Vlaanderen. De zender was gespecialiseerd in sciencefiction, fantasy- en horrorshows en films. NBC Universal stopte op 1 juli 2016 met de distributie van de zender via alle Nederlandse en Vlaamse tv-aanbieders.
In 1996 was de Engelse versie ervan ook al even op de kabel bij UPC maar door problemen met rechten en kijkdichtheid is dit toen van korte duur geweest. NBC Universal Global Networks is eigenaar van de zender.

## Programmering
- Alphas
- Angel
- Eureka
- Battlestar Galactica
- Dark Angel
- Doctor Who
- Destination Truth
- Firefly
- Flash Gordon
- Haven
- Painkiller Jane
- Paranormal Witness
- Raines
- Roswell
- Sanctuary
- Stargate Atlantis
- Stargate Universe
- Star Trek
- Star Trek: Enterprise
- Star Trek: The Next Generation
- Sliders
- The X-Files
- Tin Man
- Torchwood
- Tremors
- Warehouse 13
- Who Wants To Be A Superhero